# 乱交地獄 〜泥濘に堕ちる女〜
『乱交地獄 〜泥濘に堕ちる女〜』（らんこうじごく でいねいにおちるおんな）は、日本のアダルトゲームブランド・ダークスワンが2007年2月23日に発売した18禁アドベンチャーゲーム。

## 概要
有限会社アセンドアイの廉価版ブランドの1つ・ダークスワンの第2作。前作『魔女姦堕 〜神父に狩られる女たち〜』が伝統的なテキストアドベンチャーに近いゲームシステムを採用していたのに対し、本作では最終盤まで選択肢が登場せず「一本道」でストーリーが展開される。また、最後の選択肢はヒロイン毎の個別エンドに影響するものの、いわゆるハーレムエンドは存在しない。

## ストーリー
裕福だが子供に恵まれない夫婦の養子であった俊信は、数年後に夫婦が実子の花梨を授かったことで疎外されて行く。豪華客船の船長である父親と国際線の客室乗務員である母親は滅多に自宅へ帰らず、俊信と花梨は広い家に2人きりで暮らしていたが、花梨は養父母に疎外されてから頽廃的な生活を送る義兄とその不良仲間を心底から軽蔑し切っており、口を利くことも稀であった。
そんなある日。花梨が俊信の悪友・和毅に捨て台詞を浴びせたことで俊信は逆上し、和毅と2人がかりで花梨を陵辱してしまう。やがて、2人の不良仲間・慶人も加わり、予備校に来なくなった花梨を心配して様子を見に来た友人の成実や予備校の担任・由理子も俊信たちの毒牙に掛けられ、監禁されてしまう。

## 登場人物

### 主人公とその悪友
俊信（としのぶ）
主人公。子供に恵まれない夫婦の養子となるが、やがて義妹の花梨が生まれ疎外されて行く。金には困らないため定職にも就かず、悪友達と頽廃的な生活に身をやつしていたが花梨の悪友・和毅に対する捨て台詞に逆上する余り、花梨を陵辱し処女を奪ってしまう。
和毅（かずき）
俊信の不良仲間。軽い性格で、ゲームセンターで家出少女を引っかけたりしていたがかねてから花梨に目を付けており、冗談交じりで俊信に花梨を犯したいと言ったところ「好きにすれば」と素っ気ない反応を返されたことに驚く。やがて、花梨が俊信を逆上させ処女を奪われたのを機に自らも歪んだ欲望を花梨にぶつけて行くようになる。
慶人（よしと）
俊信の不良仲間。体を鍛えるのが何より好きで3人の中では一番、筋肉質。「デブ」呼ばわりされると激昂する。

### 犠牲者たち
花梨（かりん）
俊信の義妹。予備校に通っている。義兄のことを心底から軽蔑し切っており、両親が滅多に帰宅しない家でろくに口も利かないまま暮らしていたが、和毅に捨て台詞を浴びせたことで俊信を逆上させ、処女を奪われたばかりでなく自分の部屋に監禁されてしまう。
成実（なるみ）
花梨と同じ予備校に通っている友人。文学少女の雰囲気を漂わせる眼鏡っ娘で、予備校に来なくなった花梨を心配して花梨の家を訪れた際に俊信たちの手で監禁されてしまう。臆病だが芯は強く、俊信たちに屈服すまいと花梨を励ましながら気丈に振る舞い続ける。
由理子（ゆりこ）
花梨たちが通っている予備校の担任。花梨と成実が予備校に来なくなったことを不審に思い、花梨の家を訪れた際に俊信たちの手で監禁されてしまう。大の男嫌い。

## スタッフ
- シナリオ：南条巴
- 原画：文月紫
- 音楽：Arp